# Eugen Kask
Eugen Kask, född 18 januari 1918 i Kiev, död 11 maj 1998 i Vimmerby, var en estnisk-svensk målare.
Han var son till arkitekten Kristjan Kask och Maria Lass samt från 1948 gift med telefonisten Karin Inger Lisabet Stenström; han var vidare bror till Leo Kask.
Kask avlade studentexamen i Tallinn 1938, varefter han studerade arkitektur vid högskolan i Warszawa samt måleri och skulptur vid konstakademin i Tartu 1940–1943. Kask kom till Sverige som flykting 1944. Han ställde ut separat i bland annat Ulricehamn, Borås och Uppsala samt medverkade i samlingsutställningar i Karlstad 1945, och på Liljevalchs konsthall 1946 samt i Ulricehamn 1955.
Hans konst består av landskap, figurkompositioner, porträtt och djurstudier i kol, olja eller pastell. 
Kask var även verksam som guldsmed hos Juvelerarfirman B Milton i Vimmerby.